# Cristilabrum rectum
Cristilabrum rectum är en snäckart som beskrevs av Alan Solem 1988. Cristilabrum rectum ingår i släktet Cristilabrum och familjen Camaenidae. IUCN kategoriserar arten globalt som sårbar. Inga underarter finns listade i Catalogue of Life.